# Sonifikation
Sonifikation („Verklanglichung“) ist die Darstellung von Daten in Klängen. Neben der graphischen Darstellung von Daten, die diese visuell zugänglich macht, stellt die Sonifikation damit eine akustische Form der Anschauung dar. Ähnlich wie die Visualisierung hat die Sonifikation  wissenschaftliche, didaktische und ästhetisch-künstlerische Anwendungsbereiche. Sie hilft dabei, über das Hören Strukturen zu erfassen und damit sowohl neue Gesetzmäßigkeiten als auch bereits bekannte Zusammenhänge darzustellen.
Daten können dabei auch Ausgangsmaterial für kompositorische Bearbeitung und interaktive Kunst sein.

## Anwendungsbeispiele
- Molekulare Musik
- Optophone
- Geigerzähler
- Sonar
- Tiltification: Die akustische Wasserwaage[2][3]
- Akustische Darstellung in der Medizin und im Cockpit
- Akustisches Thermometer[4], akustischer Höhenmesser[5]
- Erlernung von Bewegungsabläufen, z. B. im Leistungssport oder nach Schlaganfällen.[6]